# Senhora dos Remédios
Senhora dos Remédios est une municipalité brésilienne de l'État du Minas Gerais et la microrégion de Barbacena.